# Том Лорънс
Томас Морис Лорънс (на английски: Tom Lawrence, на уелски: Tom Lawrence) е уелски професионален футболист, който играе като крило, нападател или атакуващ халф за ФК Дарби Каунти и националния отбор на Уелс.
Роден в Рексъм, той се присъединява към Манчестър Юнайтед на осемгодишна възраст и играе във всички младежки гарнитури на „червените дяволи“, но не успява да се превърне в титуляр и прекарва време на под наем в Карлайл Юнайтед и Йоувил Таун, преди да се присъедини към Лестър Сити през септември 2014 г. След три години с Лестър, където той е пускан на заем в Родъръм Юнайтед, Блекбърн Роувърс, Кардиф Сити и Ипсуич Таун, той подписва с ФК Дарби Каунти през август 2017 г. Той също е представлявал Уелс като национал, също играл за националните страни под 17, под 19 и под 21 години.